# Monuriki

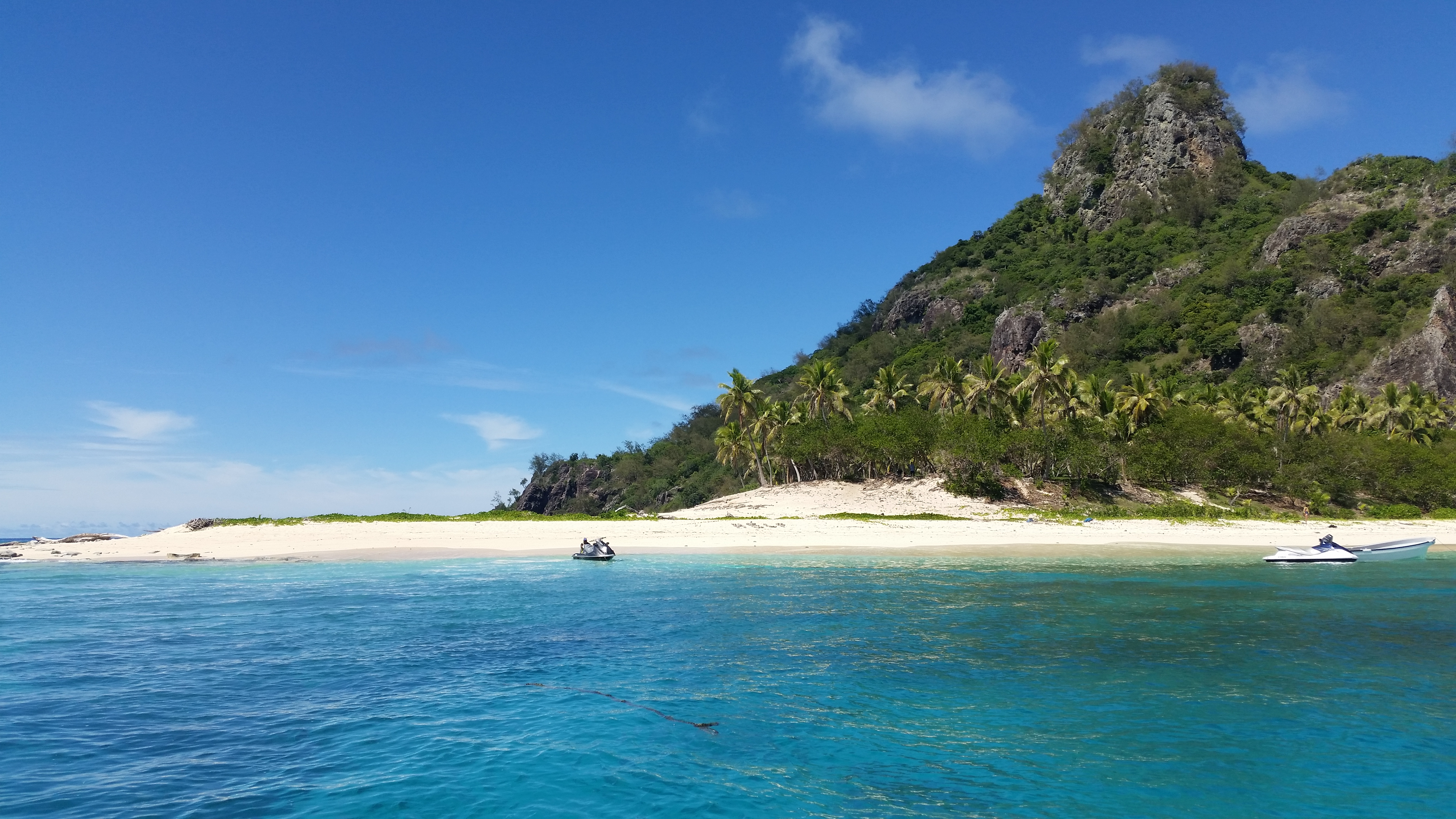
Monuriki en 2015.

Monuriki es una isla pequeña y deshabitada situada frente a la costa de Viti Levu, en un grupo de islas conocidas como las islas Mamanuca, en el océano Pacífico. 
La isla Monuriki es de origen volcánico y es de aproximadamente 1 km de largo y 600 m de ancho. La superficie terrestre es de aproximadamente 0,4 km² rodeados por todos lados por un arrecife de coral. El punto más alto es de 178 m. Este islote volcánico es parte de los atolones y las islas en relación con un grupo de tres islas en el grupo más grande de Fiyi, llamado «Mamanuca». El islote no solo está rodeado de arrecifes de coral, sino que también incluye rocas volcánicas, lagunas y varias playas pequeñas, incluyendo algunas playas de arena blanca.

## Información general

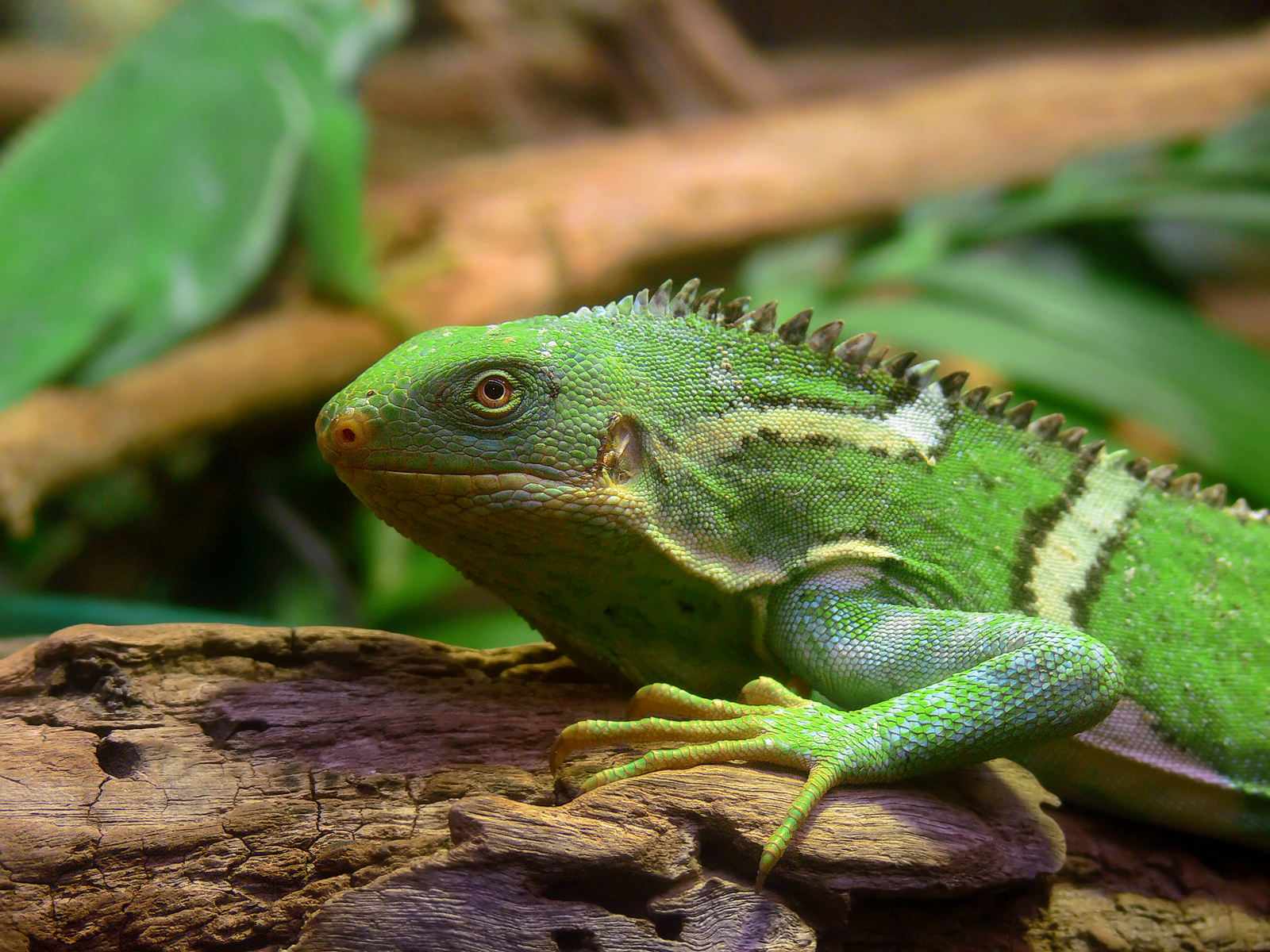
Iguana crestada de Fiyi.

Esta isla fue el lugar de rodaje en 2000 para la película de Robert Zemeckis, Náufrago, protagonizada por Tom Hanks. Se trata de un subgrupo del archipiélago Mamanuca, situado frente a la costa de Viti Levu, la mayor de las islas de Fiyi. La isla se convirtió en una atracción turística después de la proyección de la película. A pesar de que se identifica por Kelly (Helen Hunt) tras el regreso de Chuck como «unos 600 km al sur de las Islas Cook», en realidad no hay tierra entre las islas más al sur de Cook de Mangaia y la Antártida. Esta isla es conocida como «la isla de Cast Away», en el sentido de que gran parte de la película fue filmada en la isla, donde el náufrago protagonista Chuck Noland, interpretado por Tom Hanks, se supone que ha pasado una vida solitaria durante unos cuatro años. El equipo de la película fue en persona a la isla, donde más de 100 personas vivieron durante la filmación. Desde el estreno de la película, este islote atrae al turismo.
Se caracteriza por una longitud de 1,15 km y una anchura de 600 m. La isla es un poco montañosa, alcanzando una altura máxima de 178 m en el sudeste. El aspecto, la vegetación y la geografía de la isla y sus alrededores: fondo rocoso circundante, corrientes fuertes, tormentas ... Se sabe muy bien, gracias a la película. En Google Earth hay varias fotos de la misma, incluyendo la cueva en el lado norte de la isla, donde el protagonista huyó.
Aunque no se muestra en la película, es el más pequeño islote y el más meridional de un pequeño grupo de tres islotes, al oeste de Tavua. En el archipiélago son muy visitados destinos turísticos y algunos islotes están privatizados. Algunos turistas y agentes de viajes se refieren a Monuriki como isla Cast Away.

## Flora y fauna

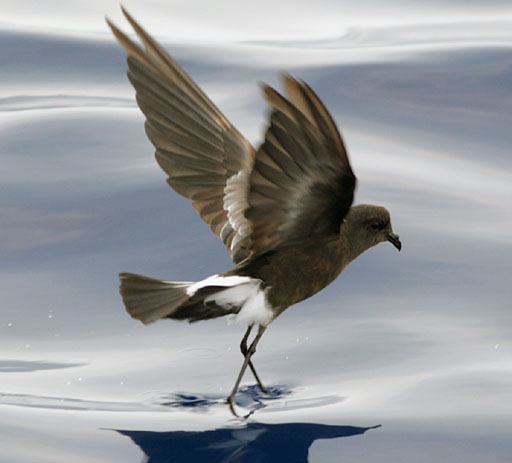
Paiño de Wilson.

La vegetación se compone principalmente de pandanus, cocoteros y especies asociadas a los bosques costeros.
Monuriki es uno de los pocos lugares en los que la iguana crestada de Fiyi habita la isla. Estas iguanas se alimentan de una amplia variedad de plantas e insectos. Pasan la mayor parte de su tiempo bien camuflados en las ramas de los árboles. Sin embargo, actualmente están en peligro de extinción y hay solo unos pocos miles de ejemplares en las tres pequeñas islas del oeste de Fiyi : Yadua Taba, Macuata y Monuriki.
El grupo de Monuriki es un número de pequeños islotes rocosos de basalto y todo su alrededor se encuentra frente a acantilados rotos y colinas, costas y corales y unas pocas calas de arena dorada.
El grupo de islas tiene un clima más seco y hábitat diferente de las selvas que cubren la mayor parte de Fiyi. Aunque no es tan rico como la selva tropical, la vegetación de la costa está constituida de muchas especies incluyendo un número de especies endémicas. Esta costa es tradicionalmente el hogar de un número de animales en peligro de extinción, incluidas las aves terrestres y marinas.
El pandanus es común en el hábitat litoral, y es un componente de la vegetación de la franja costera, incluyendo bosques verdes o pantanosos, bosques secundarios, matorrales y matorrales desarrollados en makatea. Se produce al margen de manglares y pantanos, como un árbol de sotobosque en la plantación de coco y el bosque, ya sea plantado o naturalizado. Especies asociadas al hábitat nativo son enredaderas como Ipomoea pescaprae, sericea Canavalia y Vigna marina. Otros matorrales costeros y asociados forestales incluyen Acacia simplex, soulameoides Amaroria, argentea Tournefortia, asiatica Barringtonia, gymnorrhiza Bruguiera, Calophyllum inophyllum, Casuarina equisetifolia, manghas Cerbera, icaco Chrysobalanus, Cocos nucifera, subcordata Cordia, agallocha Excoecaria, speciosa Guettarda, Hernandia nymphaeifolia, Hibiscus tiliaceus, Intsia bijuga, Morinda citrifolia, neriifolius Podocarpus, insulare Santalum, taccada Scaevola, insularum Schleinitzia, Terminalia catappa, littoralis Terminalia, populnea Thespesia y Vitex trifoliata.

## Historia
Después del motín del Bounty el 28 de abril de 1789, William Bligh navegó por las islas Fiyi del norte. En su camino a Kupang, se convirtió en el primer europeo en visitar varias islas en el grupo de Fiyi, por lo que la zona situada al norte del mar de la isla de Viti Levu, que fue cruzada por William Bligh y en la que tuvo la ocasión de visitar Monuriki, se llama «Aguas Bligh».